# Sicyodes olivescens
Sicyodes olivescens là một loài bướm đêm trong họ Geometridae.